# Гаазький мир (1720)
Гаазький мир або Ден-Хаазький договір, укладений в 1720, поклав кінець війні за французьку спадщину, яка розпочалась влітку 1717, коли контингент з 8000 іспанських солдатів висадився на Сардинії, що входила тоді до складу імперії Габсбургів. У ході конфлікту чотири європейські держави – Королівство Велика Британія, Франція, Австрія (як Священна Римська імперія) та Об'єднані провінції – зібрались проти Іспанії Філіпа V та кардинала Альбероні. Мир було підписано у Гаазі 20 лютого 1720 року.

## Деталі
Іспанія зазнала поразки у війні, в основному завдяки втручанню англійського флоту, який знищив значну частину іспанського флоту, ускладнивши підтримку військ, висаджених спочатку на Сардинії, а потім на Сицилії. Мирний договір був в основному підтвердженням Утрехтського договору (березень-квітень 1713), який поклав кінець війні за іспанську спадщину.
По Гаазькому договору Іспанія втратила всі території в Італії та Голландії, а Філіп V, тим щонайменше, був затверджений на іспанському троні. Він добився того, що його син Карл, якого він мав від своєї дружини Єлизавети Фарнезе, став спадкоємцем Фарнезе як герцог Парми та Тоскани після передбачуваного зникнення чоловічої лінії Фарнезе, а також лінії Медічі, законною спадкоємицею якої Єлизавета була через свою бабусю.
За договором Сицилія була передана Австрії замість того, щоб залишитися у Віктора-Амедея II Савойського, який в обмін отримав Сардинію, зробивши Віктора-Амедея королем Сардинії.